# Kraftfahrzeugfernzugriff
Der Kraftfahrzeugfernzugriff (englisch "remote access on a motor vehicle") ist im Automobilbereich der räumlich getrennte Zugriff auf Daten oder Funktionen eines Kraftfahrzeugs zum Zwecke der Bedienung oder Diagnose und Wartung.

## Begriff und Definition
Der Kraftfahrzeugfernzugriff unterteilt sich in die beiden Anwendungen:
- Fahrzeugfernbedienung: Räumlich getrennte Bedienung von Funktionen oder Auslesen von Betriebsdaten des Kraftfahrzeugs. Die Fahrzeugfernbedienung erfolgt durch den Benutzer des Kraftfahrzeugs.
- Fahrzeugferndiagnose[1][Anm. 1]: Räumlich getrennte Fahrzeugdiagnose und -Wartung. Die Fahrzeugferndiagnose erfolgt meist durch den Hersteller des Kraftfahrzeugs.

## Komponenten

### Fahrzeugsteuergeräte
Steuergeräte des Fahrzeugs stellen Daten und Funktionen für den Fernzugriff zur Verfügung. Bei den Daten kann es sich um Betriebsdaten oder um Diagnosedaten handeln. Bei den Funktionen kann es sich um Betriebsfunktionen oder um Wartungsfunktionen handeln. Betriebsdaten und Betriebsfunktionen adressieren den Benutzer des Kraftfahrzeugs. Oftmals angebotene Betriebsdaten sind die Position des Fahrzeugs und der Tankfüllstand oder die Reichweite. Diagnosedaten und Wartungsfunktionen adressieren den Hersteller des Kraftfahrzeugs oder Fuhrparkbetreiber. Oftmals angebotene Diagnosedaten sind Hardware- und Softwareversionsinformation und Fehlerspeichereinträge.

### Kommunikationsmodul
Ein Kommunikationsmodul stellt die Verbindung zwischen den Fahrzeugsteuergeräten und einem Server her (Car2x). Die Verbindung beruhte in Europa auf Mobilkommunikation nach GPRS- oder UMTS-Standard. Neuerdings werden LTE und 5G-Standards verwendet.
Die Systemauslegung bestimmt, ob das Kommunikationsmodul nur bei aktivierter Stromversorgung genutzt werden kann. Dies wird durch die Zündschlossstellung beeinflusst. Man bezeichnet das Fahrzeug dann auch als wach. Üblich ist, dass das Kommunikationsmodul auch bei nicht aktivierter Stromversorgung genutzt werden kann. In diesem Fall ist das Kommunikationsmodul unabhängig von der Zündschlossstellung. Dadurch wird ermöglicht, dass Daten des Fahrzeugs ausgelesen oder Funktionen ausgelöst werden können auch während das Fahrzeug abgestellt ist.

### Server
Die Daten des Fahrzeugs werden über einen Server für Endgeräte bereitgestellt. Der Server kommuniziert mit dem Kommunikationsmodul über eine gesicherte Verbindung, bspw. VPN oder SSL. Kommunikationsprotokolle zwischen Kommunikationsmodul und Server erlauben eine zuverlässige Kommunikation und behandeln die unterschiedlichen Stromversorgungszustände der Fahrzeugsteuergeräte.

### Frontend
Das Frontend ist die Mensch-Maschine-Schnittstelle zur Informationsdarstellung und Funktionsauslösung. Das Frontend für Benutzer des Kraftfahrzeugs ist im Regelfall eine App für Smartphones oder eine Internet-Seite, die mittels eines Browsers dargestellt wird. Das Frontend für den Hersteller zum Zwecke der Diagnose und Wartung ist proprietär.

## Funktionalität und Beispiele

### Fahrzeugferndiagnose für Hersteller
Hersteller können durch Fahrzeugferndiagnose zu geringeren Kosten im Vergleich zu Werkstattbesuchen Fehler des Kraftfahrzeugs ermitteln. Durch Veränderung von Steuergerätekonfiguration oder der Steuergerätesoftware können Fehler behoben werden. Neben der reaktiven Nutzung nach einem festgestellten Fehler kann mittels der Fahrzeugferndiagnose auch eine proaktive Zielsetzung verfolgt werden. Hierdurch soll im Vorfeld eines Fehlereintritts der Eintritt vermieden werden oder zumindest Zeit für eine ausreichende Planung der Fehlerbehebung geschaffen werden.

### Fahrzeugferndiagnose für Fuhrparkbetreiber
Fuhrparkbetreiber können ähnliche Zielsetzungen wie die Hersteller verfolgen. Vor allem im gewerblichen Bereich ist es vorteilhaft ungeplante Standzeiten durch proaktive Fahrzeugferndiagnose zu vermeiden.

### Fahrzeugfernbedienung bei alternativen Antrieben (Elektrofahrzeuge oder Hybridfahrzeuge) für Fahrer
Fernzugriff auf das Fahrzeug hat insbesondere für alternative Antriebe eine große Bedeutung erlangt, da aufgrund der begrenzten Batteriekapazität und somit begrenzten Reichweite von Elektrofahrzeugen eine jederzeitige Reichweiteninformation, Routenplanung und Planung von Ladestationen essentielle Bedeutung für den Fahrer besitzt.

### Fahrzeugfernbedienung bei Infotainmentsystemen für Fahrer
Infotainmentsysteme oder Telematiksysteme im Automobilbereich eignen sich aufgrund ihrer Vielzahl von Einstellungen besonders für die Ferninformation und -konfiguration. Verschiedene Hersteller erlauben es, ein Navigationsziel an das Navigationssystem des Fahrzeugs zu übertragen und die Fahrzeugposition zu ermitteln. Die Fahrzeugposition ist Grundlage für eine Reihe von Funktionen und wird genutzt für das Zurückfinden zu einem geparkten Fahrzeug, Wiederauffinden von gestohlenen Fahrzeugen oder auch die Anzeige der Reichweite auf einer Karte.

### Fahrzeugfernbedienung bei Fahrzeugfunktionen für Fahrer
Verschiedene Hersteller erlauben das Steuern des Ladevorgangs bei Elektroautos, das Verriegeln und Entriegeln der Türen, die Aktivierung der Hupe oder Lichthupe was das Wiederauffinden eines geparkten Fahrzeugs erleichtern soll oder auch die Steuerung der Klimatisierung, was den Komfort bei Fahrtantritt erhöht.

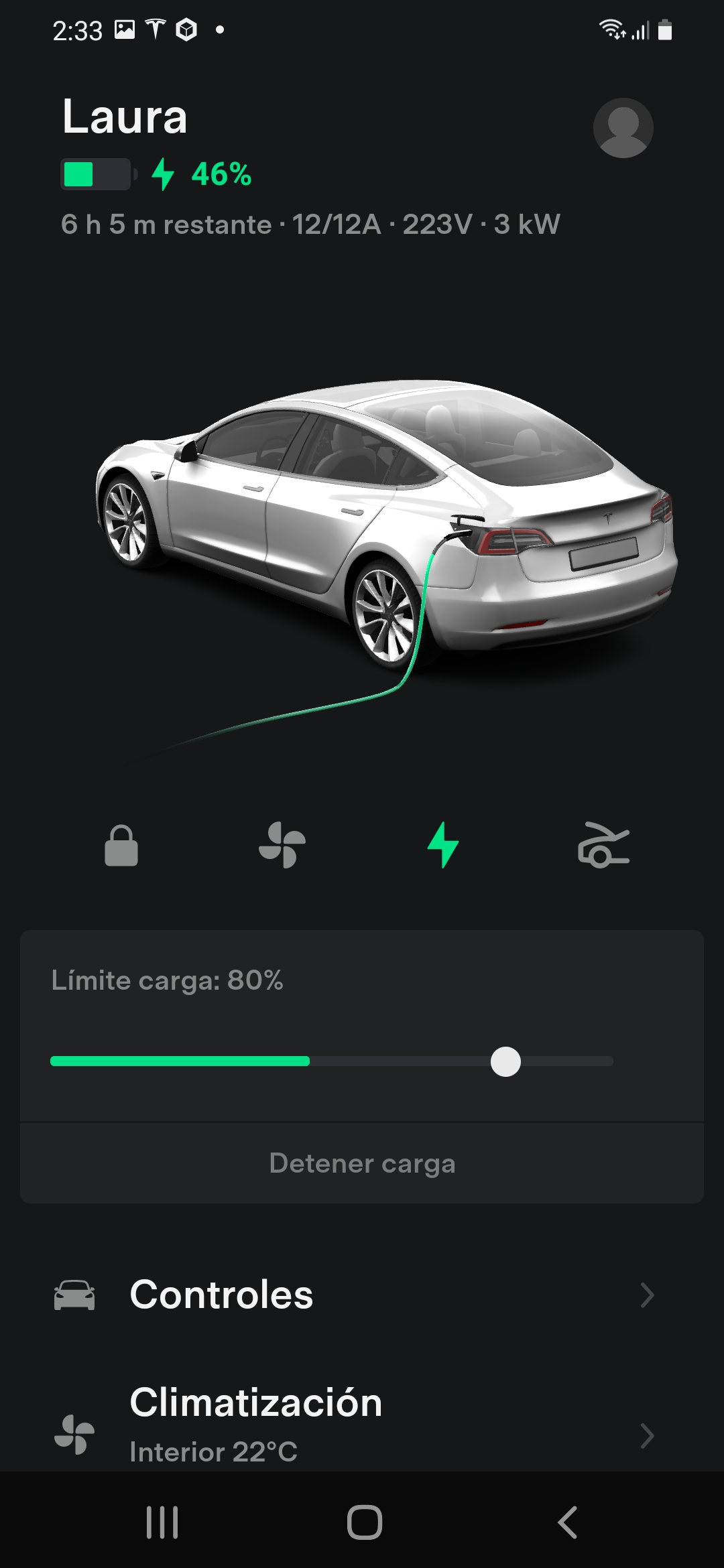
Überwachung des Ladens bei einem Tesla Model 3 mit der tesla-App (2021)
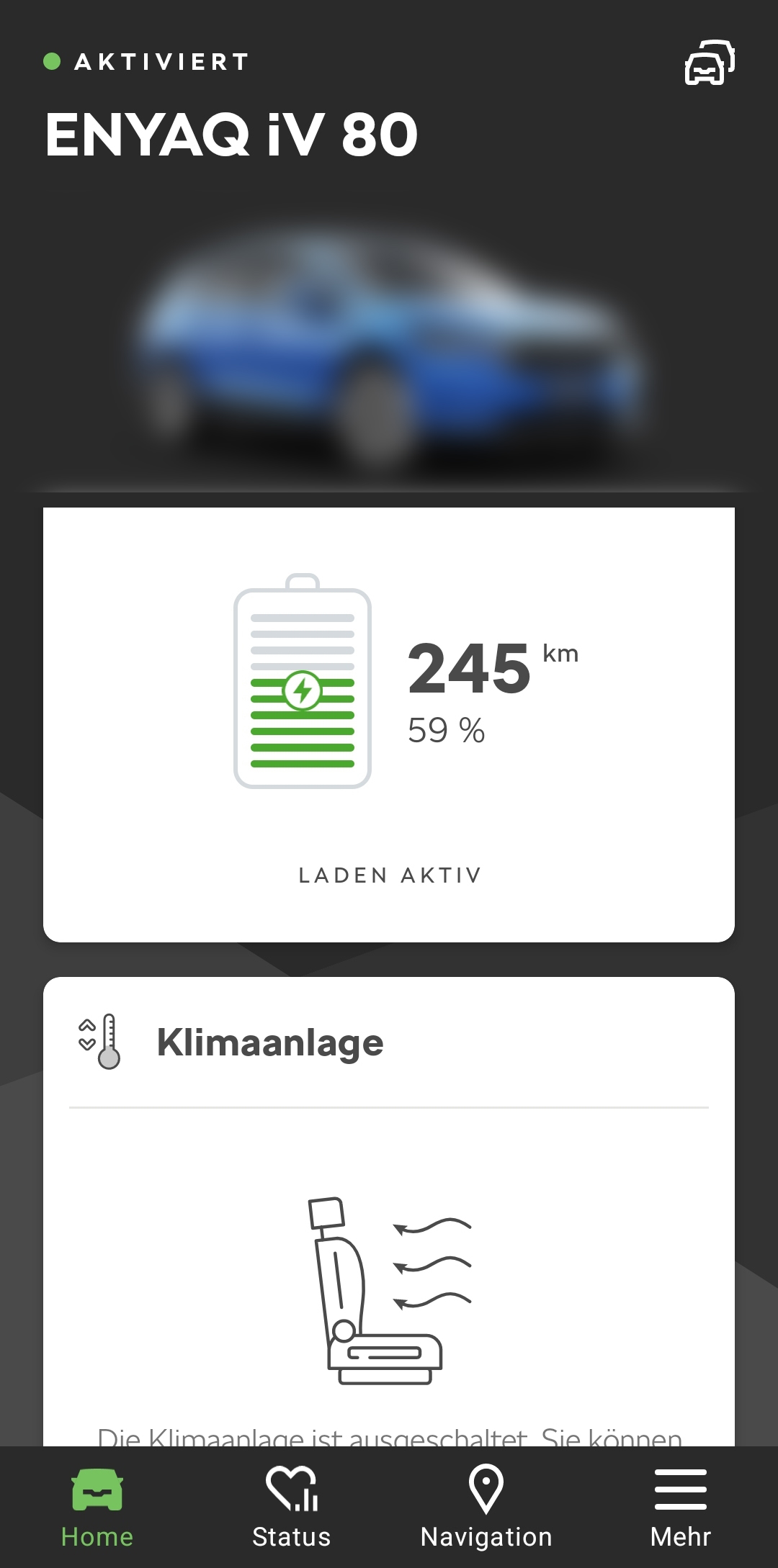
Überwachung des Ladens bei einem Škoda Enyaq mit der MyŠkoda-App (2022)

## Sicherheit und Datenschutz
Für die kommunikationstechnische Vernetzung von Kraftfahrzeugen sind für die Hersteller und Anbieter die geltenden Datenschutzbestimmungen einzuhalten. Neben organisatorischen und technischen Maßnahmen wird hierzu in der Regel auch eine Einverständniserklärung des Benutzers eingeholt.